# Goldberg (Goldkronach)
Goldberg ist ein Gemeindeteil der Stadt Goldkronach im Landkreis Bayreuth (Oberfranken, Bayern). Goldberg liegt in der Gemarkung Brandholz.

## Geografie
Die Streusiedlung besteht aus neun Einöden und liegt am gleichnamigen Berg. Gemeindeverbindungsstraßen führen nach Goldkronach zur Staatsstraße 2163 (1,3 km westlich) und nach Brandholz (0,6 km nordöstlich).

## Geschichte
Der Ort wurde im Jahr 1692 erstmals schriftlich erwähnt.
Gegen Ende des 18. Jahrhunderts bestand Goldberg aus acht Anwesen. Die Hochgerichtsbarkeit stand dem bayreuthischen Stadtvogteiamt Goldkronach zu. Die Dorf- und Gemeindeherrschaft hatte das Kastenamt Gefrees. Grundherren waren das Kastenamt Gefrees (1 Gütlein, 3 Häuslein) und der Rat Goldkronach (4 Söldengüter).
Von 1797 bis 1810 unterstand Goldberg dem Justiz- und Kammeramt Gefrees. Infolge des Ersten Gemeindeedikts wurde Goldberg dem 1812 gebildeten Steuerdistrikt Goldkronach zugewiesen. Zugleich entstand die Ruralgemeinde Goldberg. Sie war in Verwaltung und Gerichtsbarkeit dem Landgericht Gefrees zugeordnet und in der Finanzverwaltung dem Rentamt Gefrees. Mit dem Zweiten Gemeindeedikt (1818) wurde Goldberg in die Ruralgemeinde Brandholz eingegliedert. Im Zuge der Gebietsreform in Bayern wurde Goldberg am 1. Mai 1978 nach Goldkronach eingemeindet.

### Einwohnerentwicklung
| Jahr      | 001818 | 001819 | 001861 | 001871 | 001885 | 001900 | 001925 | 001950 | 001961 | 001970 | 001987 |
| Einwohner | 62     | 59     | 111    | 104    | 85     | 67     | 72     | 60     | 57     | 52     | 36     |
| Häuser    | 11     |        |        |        | 16     | 15     | 13     | 13     | 13     |        | 14     |
| Quelle    | [ 7 ]  | [ 10 ] | [ 11 ] | [ 12 ] | [ 13 ] | [ 14 ] | [ 15 ] | [ 16 ] | [ 17 ] | [ 18 ] | [ 1 ]  |

## Religion
Goldberg ist evangelisch-lutherisch geprägt und bis heute nach St. Erhard (Goldkronach) gepfarrt.